# Cassidinopsis maculata
Cassidinopsis maculata là một loài chân đều trong họ Sphaeromatidae. Loài này được Studer miêu tả khoa học năm 1884.